# سرخانی
سرخانی، روستایی از توابع بخش چابکسر شهرستان رودسر در استان گیلان ایران است.
این روستا شرقی ترین نقطه استان گیلان از لحاظ مختصات جغرافیایی و مسکونی بودن است.

## جمعیت
این روستا در دهستان اوشیان قرار دارد و براساس سرشماری مرکز آمار ایران در سال ۱۳۸۵، جمعیت آن ۲۹۴ نفر (۸۱خانوار) بوده‌است.